# 해남군·진도군 (1973년 선거구)
해남군·진도군은 대한민국의 옛 국회의원 선거구이다. 당시 전라남도 해남군, 진도군 지역을 관할했다.

## 역사
제9대 국회의원 선거를 앞두고 해남군 선거구와 진도군 선거구가 통합됨에 따라 신설되었다.
제13대 국회의원 선거를 앞두고 소선거구제가 시행되었다. 이에 해남군·진도군 선거구는 관할 구역을 유지하면서 1인 선거구로 개편되었다.

## 역대 국회의원
| 선거   | 정당 | 정당       | 1위 의원 | 정당 | 정당       | 2위 의원 |
| ------ | ---- | ---------- | -------- | ---- | ---------- | -------- |
| 1973년 |      | 민주공화당 | 임충식   |      | 무소속     | 박귀수   |
| 1978년 |      | 민주공화당 | 김봉호   |      | 무소속     | 임영득   |
| 1981년 |      | 한국국민당 | 이성일   |      | 민주한국당 | 민병초   |
| 1985년 |      | 민주정의당 | 정시채   |      | 신정사회당 | 김봉호   |

## 역대 선거 결과

### 대한민국 제9대 국회의원 선거
|  | 56.47% |

|  | 19.48% |

|  | 17.44% |

|  | 6.59% |

### 대한민국 제10대 국회의원 선거
|  | 25.42% |

|  | 23.93% |

|  | 20.02% |

|  | 16.32% |

|  | 8.10% |

|  | 3.18% |

|  | 2.99% |

### 대한민국 제11대 국회의원 선거
|  | 23.92% |

|  | 22.20% |

|  | 21.37% |

|  | 13.54% |

|  | 7.28% |

|  | 6.05% |

|  | 5.60% |

### 대한민국 제12대 국회의원 선거
|  | 46.53% |

|  | 16.81% |

|  | 15.42% |

|  | 13.85% |

|  | 7.37% |